# Schwabe (cráter)

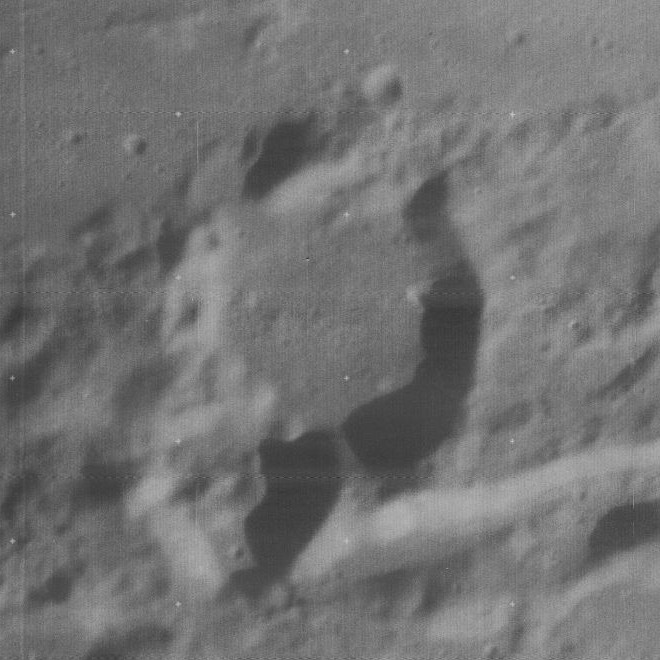
Imagen de la misión Lunar Orbiter 4

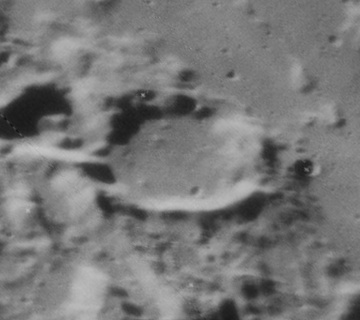
Fotografía de la misión Lunar Orbiter 4 (1967)

Schwabe es un pequeño cráter de impacto que se encuentra en la parte norte de la Luna, al sureste del cráter mucho más grande Arnold, y al este-noreste de Democritus.
|  |

El borde de este cráter es atravesado por una hendidura en el noroeste que corre hacia el oeste hasta que se une al terreno inundado por la lava que rodea a Schwabe G. Al sur de Schwabe se localiza otra hendidura, que se extiende desde el borde de Schwabe D a una distancia de casi 100 km hacia el este.
El borde restante del cráter de Schwabe está desgastado y es desigual, con la sección más intacta en el lado este-sureste. El suelo interior ha resurgido por efecto de las coladas de lava basáltica, posiblemente entrando en el cráter a través de las brechas mencionadas en el borde. La superficie es plana y sin rasgos destacables, con un albedo que se asemeja al del terreno circundante.

## Cráteres satélite
Por convención estos elementos son identificados en los mapas lunares poniendo la letra en el lado del punto medio del cráter que está más cercano a Schwabe.
|         | \| Schwabe \| Coordenadas \| Diámetro \| \| ------- \| ---------------------------- \| -------- \| \| C \| 67°48′N 46°54′E / 67.8, 46.9 \| 29 km \| \| D \| 64°30′N 44°36′E / 64.5, 44.6 \| 17 km \| \| E \| 64°00′N 43°24′E / 64.0, 43.4 \| 19 km \| \| F \| 66°24′N 50°00′E / 66.4, 50.0 \| 20 km \| \| G \| 65°30′N 42°12′E / 65.5, 42.2 \| 15 km \| \| K \| 67°30′N 48°48′E / 67.5, 48.8 \| 9 km \| \| U \| 66°30′N 57°06′E / 66.5, 57.1 \| 17 km \| \| W \| 69°36′N 52°12′E / 69.6, 52.2 \| 9 km \| \| X \| 68°18′N 56°36′E / 68.3, 56.6 \| 8 km \| |          |
| Schwabe | Coordenadas | Diámetro |
| C       | 67°48′N 46°54′E / 67.8, 46.9 | 29 km    |
| D       | 64°30′N 44°36′E / 64.5, 44.6 | 17 km    |
| E       | 64°00′N 43°24′E / 64.0, 43.4 | 19 km    |
| F       | 66°24′N 50°00′E / 66.4, 50.0 | 20 km    |
| G       | 65°30′N 42°12′E / 65.5, 42.2 | 15 km    |
| K       | 67°30′N 48°48′E / 67.5, 48.8 | 9 km     |
| U       | 66°30′N 57°06′E / 66.5, 57.1 | 17 km    |
| W       | 69°36′N 52°12′E / 69.6, 52.2 | 9 km     |
| X       | 68°18′N 56°36′E / 68.3, 56.6 | 8 km     |